# Chengdu Rongcheng Football Club
Actualités
Le Chengdu Rongcheng Football Club est un club chinois de football fondé en 2018 et basé dans la ville de Chengdu, dans la province du Sichuan.
Le club évolue en Chinese Super League.

## Histoire
Le club est fondé en 2018 sous le nom Chengdu Better City Football Club par le groupe financier Chengdu Better City Investment Group Co. Ltd après la dissolution du Chengdu Qbao FC. Le club débute dans le championnat régional puis se qualifie pour la quatrième division où il sera finaliste et promu en China League Two 2019, la troisième division chinoise. Il remportera le groupe Sud puis gagne une nouvelle promotion en China League One 2020. Le club termine de nouveau en tête de son groupe mais ne terminera que 4e sur 6 dans la poule de promotion.
Avant la saison 2021, le club se renomme Chengdu Rongcheng. Le club termine sa deuxième saison en deuxième division à la quatrième place et se qualifie pour les barrages de promotion. Après un match nul contre le club de Super League Dalian Professional, le club de Chengdu gagne le match retour 1 à 0 et se voit de nouveau promu en division supérieure.
Quatre ans après sa fondation le club débute en 2022 en Super League et évolue désormais au Stade Phoenix Hill. Il termine sa première saison dans l'élite chinoise à égalité de points avec le 3e et le 4e mais à cause de la différence de buts il sera classé à la 5e place ratant ainsi la qualification pour la Ligue des champions.
En 2023, Chengdu Rongcheng termine à la 4e place mais comme la quatrième place de qualification pour les compétitions continentales est donné au vainqueur de la Coupe de Chine, le club rate de nouveau une participation à une compétition de l'AFC.
En fin de saison 2024 le club termine à la troisième place et se qualifie pour les barrages pour la Ligue des champions Élite de l'AFC 2025-2026.